# 埃尔希
埃尔希（法語：Herchies，法語發音：[ɛʁʃi]）是法国瓦兹省的一个市镇，属于博韦区。

## 地理
埃尔希（49°29'16"N, 2°0'41"E）面积4.41 平方千米，位于法国上法蘭西大區瓦兹省，该省份为法国北部内陆省份，北起索姆省，西接厄尔省和滨海塞纳省，南至塞纳-马恩省和瓦兹河谷省，东临埃纳省。
与埃尔希接壤的市镇（或旧市镇、城区）包括：富克尼、泰兰河畔米伊、拉纳维尔沃尔、博韦西地区皮耶尔雷菲特。

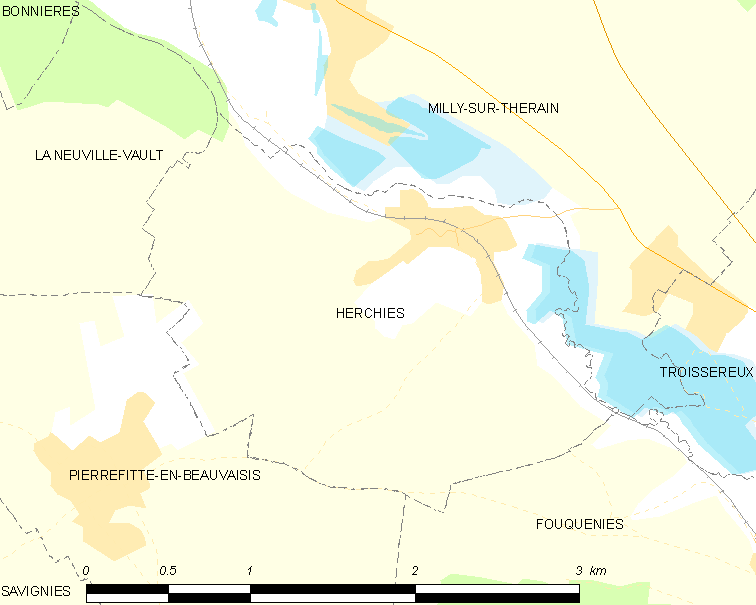
埃尔希的OSM定位图

埃尔希的时区为UTC+01:00、UTC+02:00（夏令时）。

## 行政
埃尔希的邮政编码为60112，INSEE市镇编码为60310。

## 政治
埃尔希所属的省级选区为博韦第一县。

## 人口

1962-2008年间埃尔希人口变化图示

埃尔希于2022年1月1日时的人口数量为588人。